# A Real Estate Deal
A Real Estate Deal è un cortometraggio muto del 1912 diretto da Dell Henderson.

## Produzione
Il film fu prodotto dalla Biograph Company.

## Distribuzione
Distribuito dalla General Film Company, il film - un cortometraggio di 171,6 metri - uscì nelle sale cinematografiche statunitensi il 28 ottobre 1912. il 29 dicembre di quello stesso anno fu distribuito nel Regno Unito dalla Moving Pictures Sales Agency.
Nelle proiezioni, veniva programmato con il sistema dello split reel, accorpato in un'unica bobina con un altro cortometraggio prodotto dalla Biograph, la commedia At the Basket Picnic.
Non si conoscono copie ancora esistenti della pellicola che viene considerata presumibilmente perduta.